# 都賀庭鐘
都賀 庭鐘（つが ていしょう、1718年（享保3年）- 1794年（寛政6年）か）は、江戸時代中期の読本作家・儒学者・医師。字は公声、通称は六蔵。別号は大江漁人・近路行者・十千閣主人・近江行者・千里浪子など。

## 人物
大坂生まれ。享保末年頃に京都に遊学し、新興蒙所に書と篆刻を学び、香川修庵に医学を学ぶ。漢学や唐話学の師は不明。茶道・香道にも通じ、大枝流芳と親しく交わった。1736年～1747年の間に、読本三部作『英草紙』『繁野話』『莠句冊』の原稿30編を綴る。26歳頃に医師として開業したか。1794年（寛政6年）刊『北華通情』に序文を寄せているが、1806年（文化3年）刊の読本『義経盤石伝』は遺著として公刊されているため、この間に没したものと推定される。庭鐘は上田秋成の医学・文学の師と推定される。
庭鐘は白話小説を愛好し、校合や出典考といった白話小説研究、白話小説の翻訳（訓訳・通俗訳）、白話小説の翻案といった著作を数多く残した。庭鐘の作品は、曲亭馬琴や小枝繁といった同時代の作家にも影響を与えた。
後藤丹治は佐々木味津三の『右門捕物帳』「謎の八卦見」（1928年8月）が『英草紙』「白水翁が売卜直言奇を示す話」を換骨奪胎したものと指摘した。

## 著作

### 著作
- 『古今奇談英草紙』、1749年（寛延2年）刊
- 『通俗医王耆婆伝』、1763年（宝暦13年）刊
- 『古今奇談繁野話』、1766年（明和3年）刊
- 『狂詩選』、1766年（明和3年）刊
- 『四鳴蝉』、1771年（明和8年）刊
- 『康熙辞典』、1778年（安永7年）刊
- 『古今奇談莠句冊』、1786年（天明6年）刊
- 『義経盤石伝』、1806年（文化3年）刊

### 和刻
- 何喬遠著『閩書』「南産志」、1751年（宝暦元年）刊
- 李卓吾著『開巻一笑』巻之二、1755年（宝暦5年）刊

### 印譜
- 伊藤蘭嵎序・牧夏嶽校正『全唐名譜』、1741年（寛保元年序）
- 『漢季章譜』、1791年（寛政2年序）